# Mark Cullen
Mark Cullen (Stakeford, 1992. április 24.) angol labdarúgó, jelenleg a Luton Town FC-ben játszik csatárként.

## Pályafutása

### Hull City AFC
Cullen 2008 júniusában került a Hull City ifiakadémiájára. Egy Wigan Athlietc elleni FA-kupa-meccsen debütált az első csapatban. A 67. percben állt be csereként, de nem tudott segíteni a csapatán, a "Tigrisek" 4–1-re kikaptak. 2010-ben felkerült a felnőttek közé, miután mindössze fél szezon alatt 27 gólt szerzett az ificsapatban.

## Külső hivatkozások
- Mark Cullen pályafutásának statisztikái a Soccerbase oldalon (angolul)

## Fordítás
- Ez a szócikk részben vagy egészben  a   Mark Cullen (footballer) című angol Wikipédia-szócikk fordításán alapul.  Az eredeti cikk szerkesztőit annak laptörténete sorolja fel. Ez a jelzés csupán a megfogalmazás eredetét és a szerzői jogokat jelzi, nem szolgál a cikkben szereplő információk forrásmegjelöléseként.